# Axión
El axión (también conocido como axión QCD) es una hipotética partícula subatómica peculiar. Su existencia (todavía no demostrada) fue postulada por la teoría de Peccei-Quinn en 1977 para resolver el problema CP fuerte y así explicar la conservación de la simetría CP en el marco de la cromodinámica cuántica (QCD), suponiendo que sería una partícula de masa muy pequeña y sin carga eléctrica. 
El nombre fue introducido por Frank Wilczek, coescritor del primer artículo que predijo el axión. Wilczek buscaba un nombre para la partícula, y mientras lavaba la ropa, se fijó en el nombre del detergente que estaba usando, "Axion", y decidió ponerle ese nombre a la partícula, ya que esperaba que "limpiara" el problema de la QCD con la simetría CP.
El axión y las ALPs (del inglés Axion Like Particles) son soluciones genéricas en muchos modelos de física de altas energías, incluyendo la teoría de cuerdas o la supergravedad. Además, en cosmología, el axión (el axión QCD) se considera un buen candidato para resolver el problema de la materia oscura, siendo este en concreto un candidato de materia oscura fría. También se especula con la posibilidad de que, bajo determinadas circunstancias, los fotones puedan convertirse temporalmente en axiones, lo que explicaría por qué los fotones de alta energía pueden atravesar largas distancias por el universo sin ser absorbidos por la radiación de fondo.
Estudios recientes han teorizado que, de existir los axiones, estos tendrían una masa particularmente ligera, inferior a 10-7 eV. Esta característica reduciría drásticamente sus posibilidades de ser la única componente de la materia oscura, pues se espera que sea más pesada. Sin embargo un estudio en 2014 indica que los axiones podrían ser partes de la materia oscura.

## Historia

### El problema CP fuerte
La cromodinámica cuántica no viola la simetría CP tan fácilmente como la teoría electrodébil. A diferencia de ésta, los gluones se acoplan a las corrientes vectoriales, no a las corrientes quirales.  Sin embargo, tal y como introdujo Gerard 't Hooft, hay términos naturales en el lagrangiano QCD capaces de romper la simetría CP. Esta componente aparece naturalmente dentro del modelo Estándar, sin embargo, este no es capaz de predecir quantitativamente el término responsable de la violación CP fuerte, conocido como término Θ. Los experimentos no indican ninguna violación de CP en el sector QCD. Es más, las interaciones originadas por la ruptura CP inducirían un momento dipolar eléctrico (EDM) en el neutrón que no se ha encontrado en experimentos. Las restricciones impuestas por los experimentos, pues, indican que la violación CP debería ser extramadamente pequeña y por tanto el término Θ muy cercano a cero. Teóricamente, sin embargo, no se restringe el valor de Θ, quedando por contestar porque este debería ser tan pequeño. Esta pregunta constituye lo conocido como problema CP fuerte.

### Mecanismo de Peccei-Quinn
En 1977, Roberto Peccei y Helen Quinn presentaron una respuesta elegante al problema CP fuerte, conocido como el mecanismo Peccei-Quinn. La idea principal sería ascender Θ a la condición de campo, cuya partícula sería el axión. Para ello se debería introducir una nueva simetría  quiral (la simetría Peccei-Quinn) que se rompería espontáneamente dando a lugar a una nueva partícula, tal y como expone el teorema de Nambu-Goldstone. Este resultado fue desarrollado independientemente tanto por Frank Wilczek  como por Steven Weinberg, resolviendo el problema CP fuerte con un pseudo-bosón de Nambu-Goldstone, el axión.
La solución de Peccei-Quinn es atractiva por dos razones: es experimentalmente comprobable (a diferencia de otras soluciones alternativas) a la vez que se presenta como un candidato ideal de materia oscura fría. Tanta es su popularidad que muchas generaciones de teoricós emplean esta palabra para otras también hipotéticas partículas con características similares, aunque capaces de resolver problemas que nada tienen que ver con cromodinámica cuántica (QCD) ni el problema CP fuerte. Por esa razón es habitual la distinción entre el axión QCD (el introducido hasta ahora y que llamamos comúnmente, axión) y las partículas tipo axión o ALPs (del inglés Axion-Like Particles).

## El axión como candidato a materia oscura
Al introducir una nueva partícula, el axión, se introduce la posibilidad de que interactúen con los gluones. Este acoplamiento guarda relación con la masa {\displaystyle m_{a}} de esta nueva partícula y la constante de desintegración del axión {\displaystyle f_{a}}. El valor de esta relación fue computado ya por Weinberg y Wilczek llegando a:
{\displaystyle m_{a}\approx 6\times 10^{-6}{\textrm {eV}}{\frac {10^{12}{\textrm {GeV}}}{f_{a}}}}
Si tuviera una larga constante de desintegración {\displaystyle f_{a}\gg 10^{6}{\textrm {GeV}}} (es decir, una masa muy pequeña), el axión representaría un gran candidato de materia oscura fría, siendo efectivamente no-relativista y acolisional (es decir solo subjetivo a largo rango a la interacción gravitatoria). Sin embargo, las estimaciones relacionadas con búsquedas solares directas, la evolución estelar, modelos cosmológicos o experimentos en laboratorios descartan esta posibilidad. La abundancia de estas partículas, pues, no sería suficiente para explicar toda la materia oscura, siendo los axiones tan solo una fracción de ella. No obstante, esta condición podría relajarse solo si la simetría de Peccei-Quinn se rompiera antes de la inflación y no se restaurará después de la inflación, aunque este escenario está fuertemente restringido por distintos experimentos.

## Experimentos de búsqueda del axión
A pesar de no haber sido encontrados todavía, los modelos de axiones han sido ampliamente estudiados durante más de 40 años, lo que ha dado tiempo a los físicos para desarrollar una comprensión de los efectos de los axiones que podrían ser detectados. Actualmente hay varios experimentos en marcha para buscar axiones; la mayoría explotan la esperada leve interacción de los axiones con los fotones en campos magnéticos fuertes. Los axiones también son uno de los pocos candidatos plausibles restantes para partículas de materia oscura, y podrían ser descubiertos en algunos experimentos de materia oscura.

### Conversión directa en un campo magnético
Varios experimentos buscan axiones astrofísicos mediante el efecto Primakoff, que convierte axiones en fotones y viceversa en campos electromagnéticos.
El Experimento de Materia Oscura de Axiones (ADMX) en la Universidad de Washington lleva utilizando un campo magnético fuerte para detectar la posible conversión débil de axiones a microondas desde su construcción en 1995. Otros experimentos de este tipo incluyen DMRadio, HAYSTAC, CULTASK y ORGAN.

### Luz polarizada en un campo magnético
El experimento italiano PVLAS busca cambios en la polarización de la luz que se propaga en un campo magnético. 

### Luz que brilla a través de las paredes
Otra técnica es la llamada "luz que brilla a través de las paredes", donde la luz pasa a través de un campo magnético intenso para convertir fotones en axiones, que luego pasan a través del metal y se reconstituyen como fotones por otro campo magnético al otro lado de la barrera. Los experimentos realizados por BFRS y un equipo liderado por Rizzo descartaron una causa axiónica. GammeV no observó eventos, según se informa en una carta de revisión de física de 2008. ALPS I realizó ejecuciones similares, estableciendo nuevas restricciones en 2010; la nueva generación ALPS II podría encontrar nuevas evidencias en los próximos años.

### Búsquedas astrofísicas de axiones
Los bosones axiónicos podrían tener una firma en entornos astrofísicos. En particular, varios trabajos han propuesto partículas axiónicas como una solución a la aparente transparencia del Universo a fotones de altas energías. 
También se ha demostrado que, en los campos magnéticos grandes que atraviesan las atmósferas de objetos astrofísicos compactos (por ejemplo, magnetars), los fotones se convertirán mucho más eficientemente. Esto, a su vez, daría lugar a características de absorción distintivas en los espectros detectables por los telescopios del siglo XXI. En particular, la refracción conducirá a la división del haz en las curvas de luz de radio de púlsares altamente magnetizados y permitirá sensibilidades mucho mayores que las actualmente alcanzables. 
Los axiones pueden ser producidos en el núcleo del Sol cuando los rayos X dispersan en campos eléctricos fuertes. El telescopio solar CAST estuvo en marcha de 2003 a 2022 y estableció límites en el acoplamiento del axión a fotones y electrones. Su sucesor, el Observatorio Axión Internacional (IAXO), es un helioscopio de cuarta generación, experimento que prevé construir un imán superconductor toroidal específico, capaz de generar un alto campo magnético en un gran volumen. El imán de 25 metros de largo y 5 de diámetro, estaría formado por ocho bobinas superconductoras que producirían un campo magnético de 2.5 tesla
Por otro lado, los axiones pueden producirse dentro de las estrellas de neutrones, por efecto bremsstrahlung nucleón-nucleón. La subsiguiente desintegración de los axiones en rayos gamma permite colocar restricciones en la masa de los axiones a partir de observaciones de estrellas de neutrones en rayos gamma utilizando el Fermi LAT.

## Detecciones descartadas
En 2014 se informó que se podría haber detectado evidencia de axiones como una variación estacional en la emisión observada de rayos X que se esperaría de la conversión en el campo magnético de la Tierra de axiones que fluyen desde el Sol. Al estudiar 15 años de datos del observatorio XMM-Newton de la Agencia Espacial Europea, un grupo de investigación de la Universidad de Leicester notó una variación estacional para la cual no se pudo encontrar una explicación convencional. Una explicación potencial para la variación, descrita como "plausible" por el autor principal del artículo, era que la conocida variación estacional en la visibilidad de la magnetosfera orientada hacia el sol fuera a razón de los rayos X producidos por axiones del núcleo del Sol.
Esta interpretación de la variación estacional fue disputada por dos investigadores italianos, quienes identificaron fallos en los argumentos del grupo de Leicester. Lo más importante, la dispersión en ángulo asumida por el grupo de Leicester disiparía tanto el flujo que la probabilidad de detección sería despreciable, haciendo la interpretación con axiones inservible.
En 2013, Christian Beck sugirió que los axiones podrían ser detectables en uniones Josephson; y en 2014, argumentó que se había observado una firma, consistente con una masa ≈110 μeV, de hecho en varios experimentos preexistentes. 
En 2020, el experimento XENON1T en el Laboratorio Nacional de Gran Sasso en Italia informó un resultado que sugiere el descubrimiento de axiones solares. Los resultados aún no son significativos a nivel de 5 sigma requerido para la confirmación, y otras explicaciones de los datos son posibles aunque menos probables. Nuevas observaciones realizadas en julio de 2022, después de la actualización del observatorio a XENONnT, descartaron el exceso, poniendo fin así a la posibilidad de un nuevo descubrimiento de partículas. 